# Bahnhof Garmisch-Partenkirchen
Bahnhof Garmisch-Partenkirchen Garmisch-Partenkirchen vasútállomása Bajorország déli részén. Az állomás 1889. június 25-én nyílt meg a Münchenbe tartó vasútvonallal együtt. 1912. július 1-től a vasútvonal továbbépült Mittenwaldig, így a kis állomás fejpályaudvarból átmenővé vált. 1913. április 25-én a teljes vasútvonalat villamosították 15 kV 16,7 Hz-cel, így megindulhatott a villamos vontatás is. Utasforgalma alapján a német vasútállomás-kategóriák 3. csoportjába tartozik.

## Vasútvonalak
Az állomást az alábbi vasútvonalak érintik:
- München–Garmisch-Partenkirchen-vasútvonal (KBS 960)
- Innsbruck–Garmisch-Partenkirchen-vasútvonal  (Mittenwaldbahn) (KBS 960)
- Reutte–Garmisch-Partenkirchen-vasútvonal (Außerfernbahn) (KBS 965)

Továbbá az állomás közeléből indul a Bayerische Zugspitzbahn keskeny nyomtávolságú kisvasút is a Zugspitze hegyre fel.

## Forgalom
Az állomást az alábbi járatok érintik:

### Vonatok
| Járat    | Útvonal | Ütem                      |
| -------- | --- | ------------------------- |
| ICE 25   | Werdenfelser Land: Hamburg-Altona – Hannover – Göttingen – Kassel-Wilhelmshöhe – Würzburg – Nürnberg – München – Garmisch-Partenkirchen | Egy vonatpár              |
| ICE 25   | Zugspitze: Garmisch-Partenkirchen – München – Nürnberg – Würzburg – Kassel-Wilhelmshöhe – Göttingen – Hannover – Bréma                  | Bizonyos vonatok          |
| ICE 28.1 | Zugspitze: Nürnberg – München – Garmisch-Partenkirchen                                                                                  | Bizonyos vonatok          |
| ICE 28.1 | Karwendel: Hamburg-Altona – Berlin – Leipzig – Jena Paradies – Nürnberg – München – Garmisch-Partenkirchen – Mittenwald (– Innsbruck)   | Két vonatpár hetente      |
| ICE 41   | Wetterstein: Dortmund – Essen – Düsseldorf – Köln – Frankfurt (Main) – Würzburg – Nürnberg – München – Garmisch-Partenkirchen           | Egy vonatpár szombaton    |
| RE / R   | München – Weilheim – Murnau – Garmisch-Partenkirchen – Mittenwald / (Lermoos – Reutte in Tirol)                                         | Bizonyos vonatok          |
| RB / R   | München – Tutzing – Weilheim – Murnau – Garmisch-Partenkirchen – Mittenwald (– Seefeld in Tirol)                                        | Kétóránként               |
| RB       | München – Tutzing – Weilheim – Murnau – Garmisch-Partenkirchen                                                                          | Bizonyos vonatok munkanap |
| RB / REX | München – Tutzing – Weilheim – Murnau – Garmisch-Partenkirchen – Mittenwald – Seefeld in Tirol – Innsbruck                              | Négyóránként              |
| RB / REX | Garmisch-Partenkirchen – Mittenwald – Seefeld in Tirol – Innsbruck                                                                      | Négyóránként              |
| RB / R   | Garmisch-Partenkirchen – Ehrwald Zugspitzbahn – Reutte in Tirol                                                                         | Óránként                  |

A regionális forgalmat 2013 decemberew óta elsősorban a Bombardier Talent 2 motorvonatok szolgálják ki, de néhány járatnál előfordul még a DB 111 sorozatú villamos mozdony emeletes vagy egyszintes kocsikkal is.

### Autóbuszok
| Járat | Típus            | Útvonal                                                                                          |
| ----- | ---------------- | ------------------------------------------------------------------------------------------------ |
| 1     | Helyi busz       | Klinikum – Bahnhof – Marienplatz – Äußere Maximilianstraße                                       |
| 2     | Helyi busz       | Klinikum – Bahnhof – Marienplatz – Kreuzeck (Alpspitzbahn)                                       |
| 3/4   | Helyi busz       | Farchant – Friedhof Partenkirchen – Wankbahn – Bahnhof – Marienplatz – Burgrain – Farchant       |
| 3/5   | Helyi busz       | Farchant – Burgrain – Marienplatz – Bahnhof – Wankbahn – Friedhof Partenkirchen – Farchant       |
| EVG   | 'White-blue bus' | Sebastianskirche – Bahnhof – Marienplatz – Grainau – Eibsee                                      |
| 9606  | Regionális busz  | Garmisch-Partenkirchen Post/Bf – Oberau – Oberammergau (– Echelsbach Bridge – Füssen/Wieskirche) |
| 9608  | Regionális busz  | Garmisch-Partenkirchen Post/Bf – Mittenwald – Krün – Wallgau (– Kochel am See)                   |
| BEX   | Berlin bus line  | Berlin – Garmisch-Partenkirchen – Mittenwald                                                     |